# Lorne Loomer
Lorne Kenneth Loomer (Victoria, 11 marzo 1937 – Victoria, 1º gennaio 2017) è stato un canottiere canadese.

## Palmarès

### Olimpiadi
- 1 medaglia:
  - 1 oro (Melbourne 1956 nel quattro senza)

### Giochi del Commonwealth
- 1 medaglia:
  - 1 oro (Cardiff 1958 nell'otto)